# Bella Dorita
Bella Dorita, pseudonimo di María Yáñez García (Cuevas del Almanzora, 23 febbraio 1901 – Barcellona, 27 giugno 2001), è stata una cantante e ballerina spagnola di cabaret.

## Biografia
Nata a Cuevas del Almanzora, paese andaluso in provincia di Almería, si trasferì a Barcellona nel 1913, all'età di dodici anni, seguendo la famiglia composta dalla madre, dal nonno, dallo zio e da sei fratelli, costretti ad emigrare in seguito alla crisi economica provocata dalla chiusura delle miniere di piombo e di argento della sua zona natale. Iniziò quindi a lavorare prima in una fabbrica di giocattoli poi in un laboratorio di ricami.
A soli quindici anni scappò insieme a quello che sarebbe divenuto il suo primo marito (fu un matrimonio di breve durata, il più corto dei tre che ebbe nel corso della sua vita). Nel 1917 iniziò la sua carriera nel mondo dello spettacolo come ballerina di tango al Royal Cabaret.  In seguito lavorò ai teatri Pompeya e Apollo, dove vinse un concorso di bellezza e si esibiva in canzoni leggere dal testo a doppio senso, iniziando a usare il nome d'arte Dorita, impostole dall'impresario e ispirato a un'amica francese di nome Doré. Seguì corsi di canto e di recitazione e rappresentò lavori di teatro catalano in costume.
Nel 1923 debuttò nel locale El Molino di cui divenne la stella e in cui eseguì canzoni che sarebbero diventate poi famose in Spagna, come La pulga, El tren, La vaselina, Poco a poco o Fumando espero (del compositore Joan Viladomat ed eseguita in seguito anche da Sara Montiel). Assunse inoltre definitivamente il nome d'arte Bella Dorita. Oltre che al Molino, si esibiì anche in altri locali importanti del Paral·lel come il Rigat, il Novelty, il Bataclán, il Cómico e i teatri Español, Arnau, Victoria e Nuevo.
Con il secondo matrimonio interruppe la sua carriera ma tornò sulla scena dopo la morte del marito avvenuta nel 1939 in un campo di concentramento in cui era stato imprigionato in seguito alla guerra civile spagnola. Gli anni quaranta e cinquanta costituirono l'apice della sua carriera, in cui era considerata la stella più importante del Paral·lel e veniva spesso paragonata a Mae West per il suo uso brillante dei doppi sensi, diretto ma senza mai scadere nel volgare. Ebbe molti ammiratori e corteggiatori tra cui personaggi di spicco come il generale Sanjurjo, Lluís Companys e il calciatore Ricardo Zamora.
La sua fama si estese al resto del paese e si esibì regolarmente anche a Madrid, Valencia, Bilbao, Saragozza e in altre località spagnole mentre all'estero si esibì a Parigi nei locali di Montmartre.
Tra il 1956 e il 1975 con il terzo marito comprò e diresse il locale di flamenco Bodega del Toro.
Si ritirò negli anni sessanta e il suo ultimo spettacolo fu Historias del Parallelo, rappresentato al Teatre Victoria e tornò a gestire il suo locale, la Sala Bagdad, usato per spettacoli erotici.
Trascorse gli ultimi anni di vita nell'ospizio geriatrico El Pilar di Barcellona. Nel 1991, in occasione del suo novantesimo compleanno, la città di Barcellona la insignì con la Medaglia al merito artistico. Quandò compì i 100 anni, fu organizzato un evento speciale a Gavà, in presenza di numerosi artisti, dove dichiarò con humor di non essersi mai innamorata per più di otto giorni. Morì quattro mesi dopo.
Al suo nome è stata intitolata la piazza di Barcellona su cui si affaccia il teatro El Molino.